# John Mackintosh Howie
John Mackintosh Howie (* 23. Mai 1936 in Chryston; † 26. Dezember 2011 in St Andrews) war ein schottischer Mathematiker und ein Begründer und bekannter Vertreter der Halbgruppentheorie. Durch seine Arbeit am Howie-Report und die dort vertretenen radikalen Ideen zur Kultuspolitik in Schottland ebnete er den Weg für spätere Reformen.

## Leben
Obwohl in Chryston, Lanarkshire, geboren, wuchs Howie vorwiegend in Keith, Banffshire, auf. Dort lebte er mit seinen Eltern, dem Pfarrer der Church of Scotland David Yuille Howie und dessen Frau Janet Macdonald Mackintosh sowie einer älteren Schwester und einem jüngeren Bruder. 1946 zog die Familie nach Aberdeen, wo John 1948 zur Universität wechselte. Ausgebildet am Robert Gordon’s College, der heutigen Robert Gordon University in Aberdeen schloss er 1954 als Modern Dux (Klassenbester) ab. Er wechselte zur University of Aberdeen und schloss 1958 mit M. A. in Mathematik und Naturphilosophie summa cum laude ab. Während seines Studiums gewann er verschiedene Universitätsauszeichnungen, den J. A. Third-Price, den Simpson-Price und die Rennet-Goldmedaille für Mathematik und den Lyon-Price für den bemerkenswertesten Kunststudenten. Nach einem weiteren Jahr in Aberdeen wechselte er an das Balliol College in Oxford, wo er sein Doktorat mit einer Arbeit über die Halbgruppentheorie abschloss.  Sein Doktorvater war Graham Higman. Allerdings war Higman zeitweilig abwesend, so dass der nach Oxford zurückgekehrte Gordon Preston die Aufsicht übernahm. Möglicherweise erklärt diese Beziehung Howies Themengebiet. Howie befasste sich mit irreversiblen Operationen in der Halbgruppentheorie, die auch den Kern seiner weiteren wissenschaftlichen Arbeit bildeten. 1961 wurde ihm sein Ph.D. verliehen für Some problems in the theory of semigroups.
1962 wurden die Ergebnisse seiner Doktorarbeit unter dem Titel Embedding theorems with amalgamation for semigroups in den Proceedings of the American Mathematical Society veröffentlicht. Howies 1976 veröffentlichtes Werk über die Einführung in die Halbgruppentheorie (An Introduction to Semigroup Theory) bleibt bis heute ein Standardwerk.
1961 zogen er und seine Frau Dorothy nach Glasgow, wo er zwei Jahre als wissenschaftlicher Assistent arbeitete. Von dort wechselte er an die Tulane University in New Orleans, bevor er in Glasgow bis 1967 Vorlesungen hielt. 1967 wurde er zu einem Gründungsmitglied als Senior Lecturer der University of Stirling.
Als sich Edward Copson im Herbst 1969 von der Regius Professur zurückzog, begann die Suche nach einem neuen Professor. 1970 wurde Howie zum Regius Professor of Mathematics der University of St Andrews berufen. Dort verbrachte Howie den Rest seiner wissenschaftlichen Laufbahn. Ebenfalls 1970 wurde Howie durch die University of Aberdeen für seine Contributions to the algebraic theory of semigroups mit einem D.Sc. ausgezeichnet. 1976 bis 1979 diente er als Dekan der Wissenschaftsfakultät. 1997 emeritierte Howie. Howie diente in zahllosen Komitees, beaufsichtigte Examensvorbereitungen oder als externer Vertreter Universitäten in Edinburgh, Glasgow, York, Belfast und weiteren in Großbritannien und im Ausland.
In seiner Freizeit spielte Howie Orgel und sang in einem Chor der Universität.

## Auszeichnungen
1971 berief ihn die Royal Society of Edinburgh zum Fellow. Für seine 1979 bis 1981 in den Proceedings of the Royal Society of Edinburgh veröffentlichten Schriften wurde Howie mit der Keith Medal ausgezeichnet. 1973 diente er als Präsident der Edinburgh Mathematical Society und später zweimal als Vizepräsident der London Mathematical Society. Für seine Verdienste wurde Howie 1993 zum Commander des Order of the British Empire berufen und die Open University zeichnete ihn mit einem Ehrendoktor aus.

## Bibliografie
Im Ruhestand veröffentlichte Howie noch Bücher und in Summe über 70 wissenschaftliche Artikel.
- 1976: An Introduction to Semigroup Theory
- 1991: Automata and languages
- 1995: Fundamentals of semigroup theory
- 2003: Complex analysis
- 2005: Fields and Galois Theory